# Mount Hawkins
Mount Hawkins är ett berg i Kanada.   Det ligger i provinsen Alberta, i den södra delen av landet, 2 900 km väster om huvudstaden Ottawa. Toppen på Mount Hawkins är 2 646 meter över havet, eller 63 meter över den omgivande terrängen. Bredden vid basen är 1,2 km.
Terrängen runt Mount Hawkins är kuperad åt sydväst, men åt nordost är den bergig.Trakten runt Mount Hawkins är nära nog obefolkad, med mindre än två invånare per kvadratkilometer.. Det finns inga samhällen i närheten.
Trakten runt Mount Hawkins består i huvudsak av gräsmarker.